# Tabir
Koordinaten: 48° 26′ 51″ N, 35° 3′ 24″ O
Tabir (ukrainisch Табірний Tabirny oder auch Лагерний Lagerny, russisch Лагерный Lagerni) ist ein Stadtviertel im heutigen Stadtteil Sobor der ukrainischen Stadt Dnipro.

## Geschichte

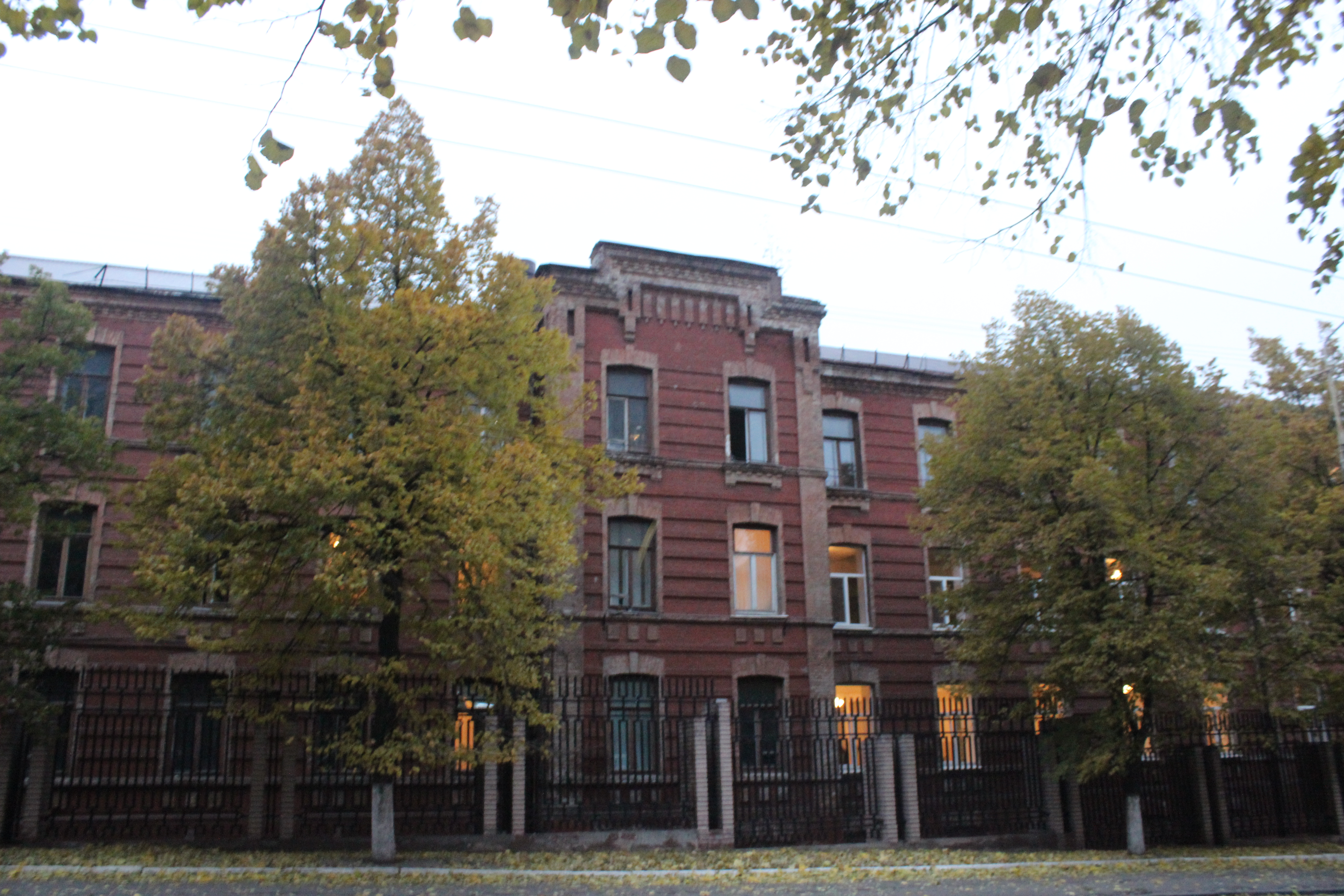
Die Kaserne des "Feodossija"-Regiments

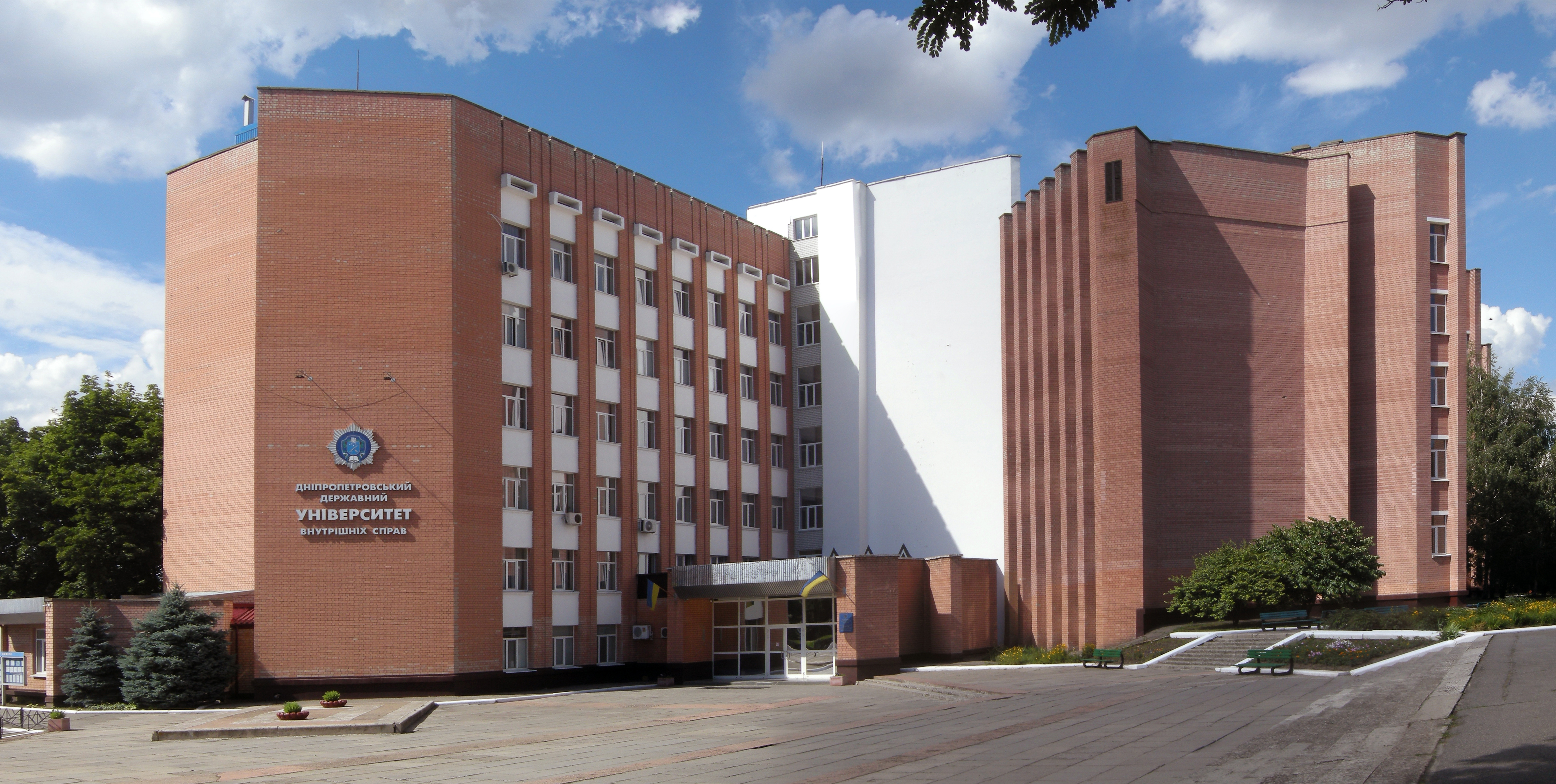
Dniproer Staatliche Universität für Innere Angelegenheiten

Das Gebiet fiel im Anschluss an den Russisch-Osmanischen Krieg von 1768 bis 1774 an das Russische Kaiserreich.
Nach der Grundsteinlegung im benachbarten Stadtviertel Nahirny und der Erhebung Jekaterinoslaws zur Hauptstadt des neueroberten Gebietes Neurusslands durch Kaiserin Katharina die Große, entstand südlich der eigentlichen Stadt eine große Garnison der kaiserlichen russischen Armee.
Während des Krimkrieges wurden Kriegsverwundete hierher gebracht. Zehntausende von ihnen starben und wurden auf dem Sewastopol-Friedhof (dem heutigen Sewastopol-Park) beigesetzt, woran das im Parkzentrum befindliche Monument „für die Helden der Belagerung von Sewastopol“ erinnert.
1908 wurde das heutige Kasernengebäude am damaligen Stadtrand (an der heutigen Kreuzung der Feodossija-Straße und des Gagarin-Prospekts) erbaut.
Während der Sowjetzeit eröffnete hier 1966 die heutige Dniproer Staatliche Universität für Innere Angelegenheiten.
Die Tabirnaya-Straße wurde 1961, zu Ehren von Juri Gagarin, in Gagarin-Prospekt umbenannt.

## Lage
Das Viertel befindet sich südwestlich des Stadtviertels Nahirny, im Süden und Osten grenzt es an Mandrykiwka und im Westen an die „Lange“ (ukrainisch Довга Dowga beziehungsweise russisch Долгая Dolgaja) oder „Rotaufständische“ (ukrainisch Червоноповстаньська Tscherwonopowstan'ska bzw. russisch Красноповстанческая Krasnopowstantscheskaja) Balka (Balka ist dabei ein saisonaler Bach oder kleiner Fluss der ein sumpfiges Kerbtal gebildet hat).

## Name
Der Namen stammt von der Tabirnaja-Straße (heutige Gagarin-Prospekt), die wiederum ihren Namen von einer hier im 19. Jahrhundert befindlichen Garnison der kaiserlichen russischen Armee mit Artillerie- und Infanterielagern verdankt.
Der Name „Tabirny“ leitet sich vom ukrainisch Табір Tabir ab, einer Wehranlage entsprechend dem Tabor im deutschen, aber entspricht auch dem deutschen Wort "Lager".
Die zweite Bezeichnung „Lagerny“ leitet sich von eben dieser zweiten Bedeutung des Begriffes Tabir als Lager ab und bezieht sich auf die Feldlager der hier stationierten Soldaten in Form eines Biwak.